# 15412 Schaefer
15412 Schaefer este un asteroid din centura principală de asteroizi.

## Descriere
15412 Schaefer este un asteroid din centura principală de asteroizi. A fost descoperit pe 2 ianuarie 1998 la Kitt Peak National Observatory în cadrul proiectului Spacewatch. El prezintă o orbită caracterizată de o semiaxă mare de 3,18 ua, o excentricitate de 0,19 și o înclinație de 2,9° în raport cu ecliptica.